# Catochrysops taitensis
Catochrysops taitensis är en fjärilsart som beskrevs av Jean Baptiste Boisduval 1832. Catochrysops taitensis ingår i släktet Catochrysops och familjen juvelvingar. Inga underarter finns listade i Catalogue of Life.